# Imus
Imus is een stad in de Filipijnse provincie Cavite. De gemeente Imus werd in 1977 door president Ferdinand Marcos aangewezen als hoofdstad van Cavite. Sinds 1979 is Trece Martires echter de de facto zetel van het provinciale bestuur. De kathedraal van Imus is sinds 1961 de zetel van de bisschop van het bisdom Imus. Bij de laatste census in 2007 had Imus ruim 253 duizend inwoners.

## Geschiedenis
In 2010 diende afgevaardigde Erineo Maliksi een wetsvoorstel in die de gemeente Imus zou omvormen tot stad. Na goedkeuring van de wet werd het besluit op 30 juni 2012 middels een volksraadpleging bekrachtigd.

## Geografie

### Bestuurlijke indeling
Imus is onderverdeeld in de volgende 97 barangays:
| - Alapan I-A - Alapan I-B - Alapan I-C - Alapan II-A - Alapan II-B - Anabu I-A - Anabu I-B - Anabu I-C - Anabu I-D - Anabu I-E - Anabu I-F - Anabu I-G - Anabu II-A - Anabu II-B - Anabu II-C - Anabu II-D - Anabu II-E - Anabu II-F - Bagong Silang - Bayan Luma I - Bayan Luma II - Bayan Luma III - Bayan Luma IV - Bayan Luma IX - Bayan Luma V - Bayan Luma VI - Bayan Luma VII - Bayan Luma VIII - Bucandala I - Bucandala II - Bucandala III - Bucandala IV - Bucandala V | - Buhay na Tubig - Carsadang Bago I - Carsadang Bago II - Magdalo - Maharlika - Malagasang I-A - Malagasang I-B - Malagasang I-C - Malagasang I-D - Malagasang I-E - Malagasang I-F - Malagasang I-G - Malagasang II-A - Malagasang II-B - Malagasang II-C - Malagasang II-D - Malagasang II-E - Malagasang II-F - Malagasang II-G - Mariano Espeleta I - Mariano Espeleta II - Mariano Espeleta III - Medicion I-A - Medicion I-B - Medicion I-C - Medicion I-D - Medicion II-A - Medicion II-B - Medicion II-C - Medicion II-D - Medicion II-E - Medicion II-F - Pag-Asa I | - Pag-Asa II - Pag-Asa III - Palico I - Palico II - Palico III - Palico IV - Pasong Buaya I - Pasong Buaya II - Pinagbuklod - Poblacion I-A - Poblacion I-B - Poblacion I-C - Poblacion II-A - Poblacion II-B - Poblacion III-A - Poblacion III-B - Poblacion IV-A - Poblacion IV-B - Poblacion IV-C - Poblacion IV-D - Tanzang Luma I - Tanzang Luma II - Tanzang Luma III - Tanzang Luma IV - Tanzang Luma V - Tanzang Luma VI - Toclong I-A - Toclong I-B - Toclong I-C - Toclong II-A - Toclong II-B |

## Demografie
Imus had bij de census van 2007 een inwoneraantal van 253.158 mensen. Dit zijn 57.676 mensen (29,5%) meer dan bij de vorige census van 2000. De gemiddelde jaarlijkse groei komt daarmee uit op 3,63%, hetgeen hoger is dan het landelijk jaarlijks gemiddelde over deze periode (2,04%). Vergeleken met de census van 1995 is het aantal mensen met 75.750 (42,7%) toegenomen.

De bevolkingsdichtheid van Imus was ten tijde van de laatste census, met 253.158 inwoners op 171,66 km², 1474,8 mensen per km².

## Geboren in Imus
- Francisca Tirona-Benitez (4 juni 1886), universiteitsbestuurder (overleden 1974);
- Hilario Lara (15 januari 1894), wetenschapper en arts (overleden 1987);
- Ramon Revilla sr. (8 maart 1927), acteur en senator (overleden 2020);
- Panfilo Lacson (1 juni 1948), politicus;
- Gilbert Remulla (5 september 1970), nieuwslezer en politicus;
- Christian Bautista (19 oktober 1981), acteur, presentator en model.